# Letang
Letang (nepalski: लेटाङ) – gaun wikas samiti we wschodniej części Nepalu w strefie Kośi w dystrykcie Morang. Według nepalskiego spisu powszechnego z 2001 roku liczył on 3353 gospodarstw domowych i 16821 mieszkańców (8826 kobiet i 7995 mężczyzn).